# Wings of Life
Wings of Life, (noto anche come Pollen in Francia e  Hidden Beauty: A Love Story That Feeds the Earth nel Regno Unito) è un film documentario del 2011 diretto da Louie Schwartzberg. 
Si tratta di un documentario naturalistico realizzato da Disneynature che nella versione in lingua inglese ha come voce narrante quella di Meryl Streep.